# Oscar Wilde (film, 1960)
Pour les articles homonymes, voir Oscar Wilde (homonymie).
Pour plus de détails, voir Fiche technique et Distribution.
Oscar Wilde est un film de procès britannique réalisé par Gregory Ratoff, sorti en 1960.

## Synopsis
Film biographique sur Oscar Wilde.
Au soir de la première de sa pièce L'Éventail de Lady Windermere, Oscar Wilde rencontre le jeune Lord Alfred.
Les deux hommes s'affichent ensemble en société. Mais le père de Lord Alfred désapprouve cette relation scandaleuse...

## Fiche technique[1]
- Titre : Oscar Wilde
- Réalisation : Gregory Ratoff
- Scénario : Jo Eisinger d'après la pièce de théâtre de Leslie Stokes et Sewell Stokes
- Direction artistique :
- Musique : Kenneth V. Jones
- Photographie : Georges Périnal
- Montage : Antony Gibbs (en)
- Production : William Kirby et David Middlemas
- Société de production : Vantage Films
- Pays :  Royaume-Uni
- Format : mono - Noir et blanc
- Genre : Drame
- Durée : 98 minutes
- Date de sortie :
  - Royaume-Uni : mai 1960

## Distribution
- Robert Morley : Oscar Wilde
- Ralph Richardson : Sir Edward Carson
- Phyllis Calvert : Constance Lloyd
- John Neville : Lord Alfred Douglas
- Dennis Price : Robert Ross
- Alexander Knox : Sir Edgar Clarke
- Edward Chapman : Marquis de Queensberry
- Martin Benson : George Alexander
- Robert Harris : Juge Henn Collins
- Henry Oscar : Juge Wills
- William Devlin : Procureur général
- Ronald Leigh-Hunt : Lionel Johnson
- Martin Boddey : Inspecteur Richards
- Leonard Sachs : Richard Legallienne
- Tony Doonan : Alfred Wood
- Jack Gwillim : Avocat
- Tom Chatto : Clerc
- Stephen Dartnell : Cobble
- Leal Douglas
- Suzanna Leigh : Extra (non crédité)
- Wilton Morley : Fils de Wilde (non crédité)